# Trilacuna hazara
Espèce
Trilacuna hazara est une espèce d'araignées aranéomorphes de la famille des Oonopidae.

## Distribution
Cette espèce est endémique du Khyber Pakhtunkhwa au Pakistan,. Elle se rencontre vers Mansehra.

## Description
La femelle holotype mesure 1,98 mm.

## Systématique et taxinomie
Cette espèce a été décrite par Grismado et Ramírez en 2014.

## Publication originale
- Grismado, Deeleman-Reinhold, Piacentini, Izquierdo & Ramírez, 2014 : « Taxonomic review of the goblin spiders of the genus Dysderoides Fage and their Himalayan relatives of the genera Trilacuna Tong and Li and Himalayana, new genus (Araneae, Oonopidae). » Bulletin of the American Museum of Natural History, no 387, p. 1-108.